# Castelul Haller din Hoghiz
Castelul Haller este monument istoric (cod BV-II-m-B-11717) și este localizat în comuna Hoghiz, județul Brașov.

## Istoric
Castelul Haller a fost numit după Familia Haller de Hallerkö și este așezat într-un parc pitoresc, cu vegetație bogată, dominat încă de stejari seculari. A fost ridicat în anul 1553, chiar pe ruinele unei mănăstiri medievale atestate din 1311 și ca a fost pentru un timp locuit de Gabriel Bethlen. Ridicat cu cărămidă și piatră, are acum o clădire principală, anexe și incintă nu foarte înaltă. Păstrează parte din structura originală, cu două bastioane de colț, dar și elemente de interior vechi: bolți cu penetrații, arcade, ferestre, poate și picturi sau stucaturi sub straturile succesive de tencuieli. Clădirea cu două-turnuri de colț pe o carte poștală din 1906 apare sub denumirea de Cetatea Haller. Turnul sine stătător a fost probabil capelă, credincioșii medievali erau catolici.
În mijlocul secolului al XVII-lea, după ce o perioadă lungă de timp a fost proprietatea familiei Sükösd, în urma unor circumstanțe necunoscute, domeniul Hoghiz a intrat în posesia Trezoreriei. În anul 1667, principele Mihai Apafi I a donat moșia lui Borsai Nagy Tamás. De-a lungul timpului Borsai a adus prestigiu familiei sale, astfel în anul 1684, fiica sa, Borbála s-a căsătorit cu Bethlen (I) Sámuel (1663-1708). În urma acestei căsătorii, moșia a trecut în posesia familiei Bethlen. Din căsătoria lor a rezultat opt copii, printre care Bethlen Kata și fiul lor Pavel. Aceștea din urmă, au moștenit clădirea cu două-turnuri de colț, iar cea vecină, în care este școala, fiul lui, Pavel, astfel familia s-a mai păstrat o lungă perioadă de timp. După ce Borsai Nagy Borbála a devenit văduvă în 1708, ea s-a căsătorit cu președintele Gubiernului Haller (III) István, care a decedat în anul 1710. În anul 1716 moșia din Hoghiz a intrat în posesia contesei Bethlen Kata (1700-1759). În următoarele deceniile, acest castel a devenit locul favorit al contesei. 
În timpul celor două Războaie Mondiale, castelul a fost cumpărat de familia Ugrai, familie care este și azi proprietarul castelului. Data construcției casei aristocratice mai mici este incertă, însă se presupune că este mai nouă decât castelul cu turn de colț. Legenda spune că acesta s-a construit de Bethlen Kata, astfel ridicarea acesteia se poate stabili la începutul secolului al XVIII-lea, dar această lucrare de construcție nu este consemnată nici în autobiografie, nici în corespondențe. Pe baza cărților poștale se poate stabili că acum o sută de ani, fațada principală dinspre curte era precedată de un pridvor. Acest pridvor nu s-a păstrat.
În 2009, Haller László a redobândit castelul și apoi l-a vândut Consiliului Local. În prezent, în castel funcționează școala generală din comună.
Din documentele din 1812 reiese că Bethlen Kata, fiica lui Barbara a moștenit clădirea cu două-turnuri de colț, iar cea vecină, în care este școala, fiul lui, Pavel. Așa este de înțeles de ce cele două fete ale Barbarei, Anna și Jozefa au deținut casa până în 1815.
Probabil o vreme iarăși nu este locuită. Reînvie în 1838, când Haller Anna se căsătorește cu Kálnoky György. Ei rămân doar între anii 1838-1840 la Hoghiz, și probabil au renovat clădirea. Asta ar explica de ce locuitorii Hoghizului cunosc clădirea sub numele de Castel Kalnoky. György moare în 1844, și frații săi devin proprietari. După moartea lor în 1892 Haller János a cumpărat la licitație moșia, care a fost moștenită mai departe de copii săi. Clădirea nu a fost naționalizată, fiindcă a fost vândută în 1923. Și în prezent este proprietate privată.